# Heraldia nocturna
Heraldia nocturna és una espècie de peix de la família dels singnàtids i de l'ordre dels singnatiformes.

## Morfologia
- Els mascles poden assolir 9,2 cm de longitud total.[3][4]

## Reproducció
És ovovivípar i el mascle transporta els ous en una bossa ventral, la qual es troba a sota de la cua.

## Hàbitat
És un peix marí de clima temperat i associat als esculls de corall que viu entre 2-15 m de fondària.

## Distribució geogràfica
Es troba al sud d'Austràlia: des de Geographe Bay (Austràlia Occidental) fins a Terrigal (Nova Gal·les del Sud).